# الکساندر برکوتوف
الکساندر برکوتوف (روسی: Александр Николаевич Беркутов؛ ۲۱ مه ۱۹۳۳ – ۷ نوامبر ۲۰۱۲) قایقران روئینگ اهل اتحاد جماهیر شوروی سوسیالیستی بود.
وی در مسابقات کشوری و بین‌المللی در مجموع برندهٔ ۵ مدال طلا، ۱ مدال برنز شده‌است.